# 山根一眞
山根 一眞（やまね かずま、1947年〈昭和22年〉10月12日 - ）は、日本のジャーナリスト、ノンフィクション作家、獨協大学経済学部特任教授。東京都出身。明治学院中学校、明治学院東村山高等学校（同校第1期生）、獨協大学外国語学部ドイツ語学科卒業。元NHK『ミッドナイトジャーナル』『未来派宣言』キャスター。作家・西村寿行のデータマンをしていた時期もある。

## 人物・エピソード
父の山根章弘は美学者で東京音楽大学教授、それ以前は東映動画に勤務し、日本初の長編カラーアニメーション『白蛇伝』の制作に原案として上原信のペンネームで参加。アマゾンにおける環境問題の取材を30年に渡って行っている。週刊ポストの連載『メタルカラーの時代』は、日本のモノづくりの最前線を取材したもので700回を超える長期連載となっている。1998年（平成10年）東京クリエーション大賞で、個人としては初の大賞を受賞。宇宙科学研究所客員教授。2005年（平成17年）愛知万博のプロデューサーもつとめた。
若い頃は宮沢賢治に傾倒しており、20歳の誕生日に花巻市の賢治の実家を訪れ、賢治の実弟である宮沢清六と並んで記念写真を撮影している（『宮沢賢治への旅』（文春文庫ビジュアル版、1991年）に寄稿した文章に掲載）。1964年（昭和39年）の新潟地震では、東京から新潟へ護送中だった囚人が地震の影響で行方不明になり、見附警察署で確保したものの警察無線が混乱しており、東京で中々傍受できなかった。それを偶然にも傍受したのが高校2年生だった山根であり、彼は囚人の出発地である中野刑務所へ内容を連絡、協力したという。新潟地震の際に傍受したのは警察無線ではなく、7メガヘルツ帯のアマチュア無線である。トリオの9R-59受信機にて、新潟と東京のハムの非常通信を傍受し、中野刑務所へ電話で伝えたという。1985年（昭和60年）に出版した「スーパー手帳の仕事術」（ダイヤモンド社刊）において、Filofax社がシステム手帳向けに販売した独自サイズの紙を「バイブルサイズ（聖書サイズ）」と表現したことから日本国内ではこの呼び名広まった。デジタル製品が好きで、カシオのデジタルカメラQV-10を早くから愛用していた。Macintoshのヘビーユーザとしても知られる。ニッポン放送で放送されていた『上柳昌彦 ごごばん!』内の15時台コーナー「ハートフルライフ プレミアムトーク」木曜レギュラーとして出いた中。また前身番組であった『高嶋ひでたけの特ダネラジオ 夕焼けホットライン』の「特ダネトーク」でも木曜レギュラーを務め、2009年9月1日の放送では高嶋夏季休暇中時の代理パーソナリティを担当した。

## 著書
- 『中古車商人 いい中古車・悪い中古車』交通タイムス社 1978
- 『アマゾンで日本人はガランチードと呼ばれた 地球最後のフロンティアでの1/2世紀』内田老鶴圃新社、1980年1月。NDLJP:12215717。
  - 『アマゾン入門』文芸春秋〈文春文庫〉、1987年4月。NDLJP:12215832。
- 『生命宇宙への旅 ライフサイエンスの新世界を拓く人々』主婦の友社 1984
- 『ガンになる危ない食べ合わせ こう食べれば発ガンを避けられる』青春出版社プレイブックス 1986
- 『新・内臓強化法 これだけ知ったらもうコワくない!』主婦の友健康ブックス 1986
- 『スーパー手帳の仕事術』ダイヤモンド社 1986 のち文春文庫
- 『変体少女文字の研究 文字の向うに少女が見える』講談社 1986 のち文庫
  - 少女たちの文字についての研究書であり、特に一世を風靡した『丸文字』について詳しい。
- 『スーパー書斎の道具術』ビジネス・アスキー 1987 アスペクトブックス
- 『ドキュメント東京のそうじ』PHP研究所 1987 のち講談社文庫
- 『スーパー書斎の遊戯術』文芸春秋 1988 のち文庫
- 『情報の仕事術』全3巻 日本経済新聞社 1989
- 『DTPの仕事術 デスクトップパブリッシング』編著 日本経営協会総合研究所 1989
- 『第「三・五」の波 スーパー書斎の秘めごと』文芸春秋 1990 『スーパー書斎の遊戯術 怪傑版』文春文庫
- 『「ギャル」の構造 情遊化社会と女性パワー』世界文化社 1991 のち講談社文庫
- 『A4革命 スーパー書類の整理術』情報山根組共著 日本経済新聞社 1993 日経ムック
- 『「メタルカラー」の時代』全6巻 小学館 1993-2003 のち文庫
- 『情報の仕事術 マルチメディア版』日本経済新聞社 1994
- 『スーパー書斎の遊戯術 黄金版』文芸春秋 1994 のち文庫
- 『デジタル情報の仕事術』日本経済新聞社 1996
- 『ネットワーク共和国宣言 パソコン通信のいま・これから』編 筑摩書房 1996
- 『36.5℃の生活 あったかい人生の送り方』日本経済新聞社 1998 「山根一眞の素朴な疑問 あったかい生活の送り方」新潮OH!文庫
- 『デジタル産業革命 「情品経済」の仕事力』講談社現代新書 1998
- 『モバイル書斎の遊戯術』小学館 1999
- 『愛知県館総合プロデューサー・山根一眞の愛知万博愛知県館「でら」ガイド』小学館 2005
- 『環業革命』講談社 2005
- 『温暖化クライシス メタルカラー烈伝』小学館 2006
- 『賢者のデジタル』マガジンハウス 2007
- 『"トヨタ世界一時代"の日本力 メタルカラー烈伝』小学館 2007
- 『鉄 メタルカラー烈伝』小学館 2008
- 『小惑星探査機はやぶさの大冒険 星のかけらを拾って地球に戻るまで、60億キロを、7年間かけて旅をした惑星探査機の運命。』マガジンハウス 2010
- 『日本のもと 技術』監修 講談社 2011